# Eventide, a Song of Sunset (Reed)
Eventide, a Song of Sunset is een compositie voor harmonieorkest van de Amerikaanse componist Alfred Reed. Deze compositie is geschreven in opdracht van de Zwitserse Festlichen Musiktage Uster in 1988. 
Het werk werd onder meer op cd opgenomen door het Tokyo Kosei Wind Orchestra met de componist zelf als gastdirigent.